# Sembro matto
Sembro matto è un singolo del cantautore italiano Max Pezzali, pubblicato il 6 marzo 2020 come terzo estratto dall'album Qualcosa di nuovo.

## Descrizione
Su Instagram Max Pezzali ha descritto il brano in questa maniera:
La cover del singolo, proprio come per In questa città, è stata disegnata da Zerocalcare.
Il 17 aprile 2020 è stata pubblicata per il download digitale una nuova versione del brano, intitolata Sembro matto Remix, con la partecipazione di Tormento. Anche in questa circostanza la cover viene disegnata da Zerocalcare.

## Video musicale
Il videoclip, girato da Cosimo Alemà a dicembre nella città di Spoleto, è ambientato nell'universo immaginario della serie televisiva Don Matteo. Nel videoclip sono presenti Maria Chiara Giannetta, Maurizio Lastrico, Simona Di Bella, Domenico Pinelli, Lino Di Nuzzo e Mariasole Pollio nei rispettivi ruoli ricoperti nella fiction di Rai 1. Il 17 aprile è stato pubblicato anche il video della versione remix del brano.

## Tracce
Download digitale
1. Sembro matto – 3:34

Download digitale – Remix
1. Sembro matto (feat. Tormento) (Remix) – 4:00